# Montherlant
Montherlant era una comuna francesa situada en el departamento de Oise, de la región de Alta Francia, que el 1 de enero de 2015 fue suprimida al fusionarse con la comuna de Saint-Crépin-Ibouvillers, formando la comuna nueva de Saint-Crépin-Ibouvillers.

## Demografía
| Gráfica de evolución demográfica de Montherlant entre 1800 y 2014 |
|                                                                   |

Los datos demográficos contemplados en este gráfico de la comuna de Montherlant se han cogido de 1800 a 1999 de la página francesa EHESS/Cassini, y los demás datos de la página del INSEE.